# Smackover
Smackover is een plaats (city) in de Amerikaanse staat Arkansas, en valt bestuurlijk gezien onder Union County.

## Demografie
Bij de volkstelling in 2000 werd het aantal inwoners vastgesteld op 2005.
In 2006 is het aantal inwoners door het United States Census Bureau geschat op 1922, een daling van 83 (-4,1%).

## Geografie
Volgens het United States Census Bureau beslaat de plaats een oppervlakte van
11,0 km², geheel bestaande uit land. Smackover ligt op ongeveer 37 m boven zeeniveau.

## Plaatsen in de nabije omgeving
De onderstaande figuur toont nabijgelegen plaatsen in een straal van 32 km rond Smackover.